# Bokito
Bokito es una comuna camerunesa perteneciente al departamento de Mbam-et-Inoubou de la región del Centro.
En 2005 tiene 40 228 habitantes, de los que 4273 viven en la capital comunal homónima.
Se ubica sobre la carretera P10. Su territorio está delimitado al sureste por el río Sanaga.

## Localidades
Comprende la ciudad de Bokito y las siguientes localidades:
- Assala
- Bakoa
- Balamba
- Bassolo
- Batanga
- Begni
- Boalondo
- Bokaga
- Bongando
- Bongo
- Botatango
- Botombo
- Bougnoungoulouk
- Ediolomo
- Gueboba
- Guéfigué
- Kananga
- Kedia
- Kilikoto
- Mbola
- Nyamanga
- Omende
- Ossimb
- Tchekos
- Tobagne
- Yambassa
- Yangben
- Yorro